# オリヴィア・ワイルド
オリヴィア・ワイルド（Olivia Wilde, 本名: オリヴィア・ジェーン・コクバーン、Olivia Jane Cockburn, 1984年3月10日 - ）は、アメリカ合衆国の女優、映画監督。

## 来歴
ニューヨーク州ニューヨーク出身。父親はロンドン生まれのアイルランド人のジャーナリスト、母親はプロデューサー及びジャーナリスト。『ブライヅヘッドふたたび』などの著作で知られるイギリスの小説家イーヴリン・ウォーとは血縁関係にある。ジャーナリストとして著名だった祖父をはじめ、親戚にジャーナリストが多い。
ワシントンD.C.の高校に在籍していたが、フィリップス・アカデミーに編入。卒業後、アイルランド・ダブリン市内の演劇学校で演技を学んだ。
2004年にテレビシリーズ『The O.C.』のアレックス・ケリー役で注目を集める。
2007年からテレビシリーズ『Dr.HOUSE』に通称"13番"ことレミー・ハドリー役で出演。2008年の『マキシム』誌による「2009年のハリウッドを引っ張っていくホットで若いセレブ8名」のひとりに選ばれたり、ティーン・チョイス・アワードにノミネートされたりした。
2009年のマキシム誌による「セクシーな女性100人」の1位に選ばれた。
2019年、『ブックスマート 卒業前夜のパーティーデビュー』で映画監督デビューを果たし、批評家から大絶賛された。以降短編やミュージック・ビデオで監督を務め、2025-26年にかけて劇映画"The Invite"、"Naughty"、"Avengelyne"の3本が準備中である。

## 私生活
国籍はアメリカとアイルランドの二重国籍。芸名の「ワイルド」はオスカー・ワイルドに由来する。彼女は菜食主義者である。
2003年6月7日、19歳で映画製作者及びフラメンコ・ギタリストのタオ・ラスポリと結婚。極秘結婚だったので、ヴァージニア州ワシントンの乗り捨てられたスクールバスの中でひっそりと式を挙げた。2011年2月8日に「妥協できない不和」を理由にロサンゼルス郡上級裁判所に離婚を申請した。2人の間に子どもはいない。
2012年から俳優のジェイソン・サダイキスと交際し、2013年に婚約した。そしてサダイキスとの間に2014年に男児を、2016年には女児を出産し2児の母親となった。二人は2020年11月に破局した。
2021年1月より『ドント・ウォーリー・ダーリン』に俳優として出演したハリー・スタイルズと2年間交際していた。

## フィルモグラフィー

### 映画
| 年   | 邦題/原題                                                                  | 役名                       | 備考                        | 吹き替え                                              |
| ---- | -------------------------------------------------------------------------- | -------------------------- | --------------------------- | ----------------------------------------------------- |
| 2004 | ガール・ネクスト・ドア The Girl Next Door                                  | ケリー                     |                             |                                                       |
| 2005 | カンバセーションズ Conversations with Other Women                          | ブライズメイド             |                             |                                                       |
| 2006 | ブラッド・パラダイス Turistas                                              | ビー                       |                             | 木下紗華                                              |
| 2006 | アルファ・ドッグ 破滅へのカウントダウン Alpha Dog                          | アンジェラ・ホールデン     |                             |                                                       |
| 2007 | ボビーZ The Death and Life of Bobby Z                                      | エリザベス                 |                             | 佐古真弓                                              |
| 2009 | 紀元1年が、こんなんだったら!? Year One                                     | イナンナ                   |                             | 甲斐田裕子                                            |
| 2010 | トロン: レガシー Tron: Legacy                                              | クオラ                     |                             | 小松由佳                                              |
| 2010 | スリーデイズ The Next Three Days                                           | ニコール                   |                             | 慶長佑香                                              |
| 2011 | カウボーイ & エイリアン Cowboys & Aliens                                   | エラ・スウェンソン         |                             | 小松由佳                                              |
| 2011 | チェンジ・アップ/オレはどっちで、アイツもどっち!? The Change-Up            | サブリナ・マッケイ         |                             | 岡寛恵                                                |
| 2011 | TIME/タイム In Time                                                        | レイチェル・サラス         |                             | 魏涼子（劇場公開版） 甲斐田裕子（スターチャンネル版） |
| 2012 | カワイイ私の作り方 全米バター細工選手権! Butter                            | ブルック・スウィンコウスキ |                             | （吹き替え版なし）                                    |
| 2012 | デッドフォール 極寒地帯 Deadfall                                           | リザ                       |                             | （吹き替え版なし）                                    |
| 2012 | ザ・ワーズ 盗まれた人生 The Words                                          | ダニエラ                   |                             |                                                       |
| 2012 | ピープル・ライク・アス People Like Us                                      | ハンナ                     |                             | （吹き替え版なし）                                    |
| 2013 | ドリンキング・バディーズ 飲み友以上、恋人未満の甘い方程式 Drinking Buddies | ケイト                     |                             | 皆川純子                                              |
| 2013 | 俺たちスーパーマジシャン The Incredible Burt Wonderstone                   | ジェーン                   |                             | （吹き替え版なし）                                    |
| 2013 | ラッシュ/プライドと友情 Rush                                               | スージー・ミラー           |                             | 東條加那子                                            |
| 2013 | her/世界でひとつの彼女 Her                                                 | アメリア                   |                             | よのひかり                                            |
| 2013 | サード・パーソン Third Person                                              | アンナ                     |                             | 田中敦子                                              |
| 2014 | 禁断のケミストリー Better Living Through Chemistry                         | エリザベス・ロバーツ       | 日本劇場未公開、WOWOWで放映 | （吹き替え版なし）                                    |
| 2015 | ラザロ・エフェクト The Lazarus Effect                                      | ゾーイ・マコンネル博士     |                             | 遠藤綾                                                |
| 2015 | クーパー家の晩餐会 Love the Coopers                                        | エレノア                   |                             | 東條加那子                                            |
| 2015 | ミッシング・サン Meadowland                                                | サラ                       |                             | （吹き替え版なし）                                    |
| 2018 | ライフ・イットセルフ 未来に続く物語 Life Itself                            | アビー・デンプシー         |                             | （吹き替え版なし）                                    |
| 2019 | ブックスマート 卒業前夜のパーティーデビュー Booksmart                      | N/A                        | 監督デビュー作              | N/A                                                   |
| 2019 | リチャード・ジュエル Richard Jewell                                        | キャシー・スクラッグス     |                             | 庄司宇芽香                                            |
| 2020 | Wake Up                                                                    | N/A                        | 短編映画、監督              | N/A                                                   |
| 2021 | How It Ends                                                                | アレイン                   |                             | N/A                                                   |
| 2021 | ゴーストバスターズ/アフターライフ Ghostbusters: Afterlife                  | ゴーザ                     | クレジットなし              | N/A                                                   |
| 2022 | DC がんばれ!スーパーペット DC League of Super-Pets                         | ロイス・レイン             | 声の出演                    | 佐古真弓                                              |
| 2022 | ドント・ウォーリー・ダーリン Don't Worry Darling                           | バニー                     | 兼監督・製作                | 園崎未恵                                              |
| 2022 | バビロン Babylon                                                           | アイナ・コンラッド         |                             | 東内マリ子                                            |
| TBA  | Avengelyne                                                                 | N/A                        | 監督                        | N/A                                                   |

### テレビ
| 年        | 邦題/原題                                | 役名                             | 備考 | 吹き替え           |
| --------- | ---------------------------------------- | -------------------------------- | --- | ------------------ |
| 2004-2005 | The O.C.                                 | アレックス・ケリー               | 計13話出演 | 甲斐田裕子         |
| 2006      | パンクト Punk'd                          | 本人                             | 計1話出演 | （吹き替え版なし） |
| 2007-2012 | Dr.HOUSE House                           | レミー・“サーティーン”・ハドリー | シーズン4 - 6, 8: ゲスト シーズン7: メインキャスト 注: シーズン4-6はほぼ毎回出ていたにもかかわらず、タイトルロールに名前が表示されていなかったのでゲスト扱い、 シーズン7ではタイトルロールに名前が表示されたが出演回数は約半分。 計81話出演 | タルタエリ         |
| 2012      | トロン：ライジング Tron: Uprising        | クオラ                           | 計1話 声の出演 | 小松由佳           |
| 2014      | アメリカン・ダッド American Dad!         | デニス                           | 計1話声の出演 | （吹き替え版なし） |
| 2014–2020 | ボージャック・ホースマン BoJack Horseman | シャーロット・カーソン           | 計6話出演 声の出演 |                    |
| 2016      | VINYL-ヴァイナル- Vinyl                  | デヴォン・フィネストラ           | メインキャスト | 甲斐田裕子         |

### ミュージックビデオ
| 年   | タイトル             | アーティスト                         | 備考 |
| ---- | -------------------- | ------------------------------------ | ---- |
| 2006 | "So Far We Are"      | French Kicks                         |      |
| 2007 | "Stolen"             | ダッシュボード・コンフェッショナル   |      |
| 2010 | "Derezzed"           | ダフト・パンク                       |      |
| 2013 | "City of Angels"     | サーティー・セカンズ・トゥ・マーズ   |      |
| 2016 | "No Love Like Yours" | Edward Sharpe and the Magnetic Zeros | 監督 |
| 2016 | "Dark Necessities"   | レッド・ホット・チリ・ペッパーズ     | 監督 |